# John Madigan
John Adalbert Madigan, född den 12 augusti 1850 i Lafayette, Indiana USA, död 23 augusti 1897 i Gävle, var en amerikansk cirkusartist och cirkusdirektör, under senare delen av sitt liv verksam i Skandinavien. 

## Biografi
John Madigan tillhörde en amerikansk cirkusfamilj av irländskt ursprung. Han är känd från amerikanska cirkusar åren 1866-1869, men senast 1872 arbetade han på Cirkus Myers i Centraleuropa. Till denna cirkus sökte sig kring år 1875 den norsk-svenska cirkusartisten Eleonora Olsen, sedermera känd som Laura Madigan; hon var mor till Elvira Madigan. De två blev ett par. 
John Madigan uppträdde vid denna tid som konstryttare (voltige), hans specialitet var en dubbelsaltomortal på hästryggen, men exakt hur numret utfördes är oklart. Han utförde också ett pas-de-deux, stående på ryggen av två hästar, med sin sambo Laura Madigan. Så småningom fick hans styvdotter Hedevig (som Elvira Madigan egentligen hette) ibland ersätta sin mor i detta nummer.
År 1879 försökte sig John Madigan på att driva ett eget litet cirkusföretag i Finland, men familjen sökte sig därefter till andra cirkusar i Centraleuropa, där Elvira tillsammans med fosterbarnet Gisela Brož gjorde strålande succé som lindansöser. 1887 grundade John Madigan, nu tillsammans med brodern James Madigan, åter en egen cirkus, denna gång i Danmark. Året därpå besökte dragonlöjtnanten Sixten Sparre Cirkus Madigan i Kristianstad, han blev häftigt förälskad i Elvira och övertalade henne att lämna familjen, vilket hon gjorde i slutet av maj 1889. Knappt två månader senare mördades Elvira av Sparre, som därefter tog sitt eget liv.
Mordet på Elvira Madigan blev ett hårt slag för familjen, men cirkusen levde vidare. På hösten 1889 blev Henning Orlando (Henning Gustafsson från Norrköping) lärpojke på Cirkus Madigan. Under 1890-talet turnerade cirkusen huvudsakligen i Sverige, men även Finland och Norge tycks ha besökts. John Madigan och Laura fick en dotter, Motalia Madigan (1891-1892). Först ett halvår efter dotterns död gifte sig John Madigan med Laura. 
När cirkusen besökte Gävle i augusti 1897 utbröt en brand i den byggnad där familjen Madigan bodde natten till den 21. Resten av familjen kunde rädda sig, men John Madigan fick svåra brännskador och avled två dagar senare. Han begravdes i Gävle, men änkan lät senare flytta gravstenen (dock inte kistan) till familjegraven i Sankt Peters klosters kyrka i Lund. Laura drev själv cirkusen vidare några år, men 1902 sålde hon verksamheten till Henning Orlando, som döpte om cirkusen till Cirkus Orlando.